# Macropædia

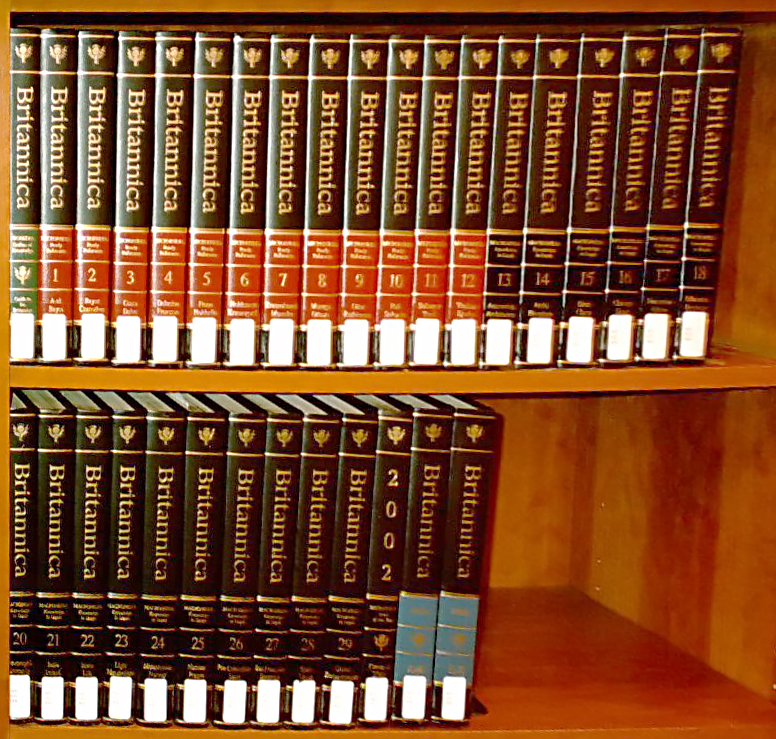
15ª edição da Britannica. O volume inicial com dorso verde é a Propædia; os volumes com dorso vermelho e preto são os volumes da Micropædia e da Macropædia, respectivamente. Os últimos três volumes (dorso em ciano) são o volume do Book of the Year de 2002 e os dois volumes do índice.

Macropædia é o neologismo criado pela Encyclopædia Britannica, Inc., editora da Encyclopædia Britannica para nomear uma das 3 partes em que foi dividida a 15ª edição desta enciclopédia. As outras duas partes são a Micropædia e Propædia.
É composta por 17 volumes, que junto aos 12 da Micropædia compõem o corpo principal da obra. A palavra foi cunhada por Mortimer J. Adler, pela junção das palavras gregas makrós ( longo; grande) e paideía (educação das crianças), cuja melhor tradução para o português seria "aprofundamento do conhecimento básico" - que condiz com a intenção de Adler, que pretendia ser esta parte destinada aos pesquisadores que desejassem aprofundar seu conhecimento numa determinada área; comparativamente, os verbetes curtos da Micropædia são destinados à consulta rápida e superficial.

## Histórico
A Macropædia foi introduzida a partir da 15ª edição (1974), contendo 19 volumes com um total de 4.207 artigos. Na profunda reorganização da obra efetuada em 1985, vários destes artigos foram fundidos e condensados em 17 volumes com cerca de 700 verbetes, cada um deles variando entre 2 a 310 páginas. O verbete mais extenso é sobre os EUA, que resultou da fusão deste verbete específico com o dos 50 estados.
Desde a reorganização a Macropædia não permaneceu constante; paulatinamente são acrescidos novos artigos, além do que muitos dos artigos mais velhos têm sido fundidos a outros, colocados como seções destes ou simplesmente reduzidos e até apagados. Um bom exemplo disso é o verbete Adhesive (cola), que na edição de 1989 possuía seu próprio verbete de 7 páginas e veio, na edição de 1991, a ser uma seção de uma página em outro artigo.

## Características
Os artigos são em geral escritos por colaboradores que assinam sua produção, e possuem referências bibliográficas - em contraponto à Micropædia, onde os cerca de 65 mil verbetes não têm autoria definida nem referências. Algumas partes da Macropædia, entretanto, são escritas pelo corpo editorial da Britannica, e são identificados pela rubrica - "Ed.".